# Brutalismus 3000
Brutalismus 3000 (також відомий як B3000 або B3K) — музичний гурт з Берліна, Німеччина, створений у 2020 році.

## Історія
Тео Цайтнер почав продюсувати музику приблизно в 2012 році, тоді як Вікторія Василікі Далдас грала на фортепіано та співала у своєму шкільному хорі. Далдас і Цайтнер познайомилися в 2018 році в додатку для знайомств Tinder.
24 квітня 2020 року дует Brutalismus 3000 випустив свій дебютний мініальбом Amore Hardcore.
Дует випустив свій другий мініальбом, Liebe in Zeiten der Kola, 20 листопада 2020 року.
16 жовтня 2021 року дует Brutalismus 3000 виступив на лондонському фестивалі BR Festival, відео з якого станом на січень 2024 року зібрало понад 5,9 мільйонів переглядів на YouTube-каналі Boiler Room.
Третій мініальбом дуету, Eros Massacre, вийшов 29 квітня 2022 року.
На початку квітня 2023 року гурт Brutalismus 3000 випустив студійний альбом, Ultrakunst. Альбом досяг 11 місця в Offizielle Deutsche Charts через три тижні після випуску.
Перший кліп дуету на сингл Die Liebe kommt nicht aus Berlin вийшов на початку березня.
Гурт Brutalismus 3000 виступав зі своїми сетами у різних клубах, таких як Berghain у Берліні, а також на різних фестивалях, зокрема, у 2022 році дует виступив на фестивалі Pohoda Festival у Словаччині та на фестивалі Hive Festival.

## Впливи та стиль
Гурт Brutalismus 3000 відомий своїм грубим звучанням. Значна частина музики дуету також містить політичні теми, наприклад, треки «No Sex With Cops» і «Satan Was a Babyboomer». Далдас описала свій вокал у пісні «Good Girl» як феміністський.
Дует також привернув увагу своїм реміксом на сингл Eisbär від швейцарського гурту Neue Deutsche Welle Grauzone.
Дует стверджує, що їхній музичний стиль сформувався під впливом таких жанрів, як габер, хардкор, хардстайл і панк. Коментатори висловили думку, що їхня музика також містить елементи таких жанрів як електроклеш і гіперпоп.
Дует назвав гурти, які вплинули на їх творчість — Deutsch Amerikanische Freundschaft, Blümchen. Дует також каже, що вони додають іронію у тексти своїх пісень та відчувають вплив музики 2000-х.
Гурт Brutalismus 3000 виконує пісні англійською, німецькою та словацькою мовами (Далдас розмовляє всіма трьома). Музика дуету часто містить агресивний вокал Далдас.

## Склад гурту
- Вікторія Вассілікі Далдас (Victoria Vassiliki Daldas),
- Тео Цайтнер (Theo Zeitner).

## Дискографія

### Альбоми
- 2023: Ultrakunst (With und Live from Earth)

### Збірники
- 2021: Satan Was a Babyboomer — DURCH[digital]Solidarity 002
- 2022: Nightclubbing (Brutalismus 3000 Version) — We Are Not Alone Part 5 (BPitch Control)

### Мініальбоми
- 2020: Amore Hardcore
- 2020: Liebe in Zeiten der Kola
- 2022: Eros Massacre

### Сингли
- 2020: "Horíme"
- 2020: "Das Model"
- 2021: "Phenomena"
- 2021: "Atmosféra"
- 2022: "3ISBÄR"
- 2023: "Die Liebe kommt nicht aus Berlin"
- 2024: "Europaträume"
- 2024: "9mm"

### Ремікси
- 2022: Lucinee — "Bang Juice" (Brutalismus 3000 Remix)
- 2022: Yung Hurn — "Alleine" (Brutalismus 3000 RMX)

## Філантропія
Гурт використовувала доходи від своєї музики, щоб пожертвувати на благодійні цілі, наприклад, у фонди, що надають допомогу трансгендерним людям.